# Liouc
Liouc é uma comuna francesa na região administrativa de Occitânia, no departamento de Gard. Estende-se por uma área de 9,64 km². Em 2010 a comuna tinha 309 habitantes (densidade: 32,1 hab./km²).